# Mongolocampe
Mongolocampe is een geslacht van vliesvleugeligen uit de familie Tetracampidae. De wetenschappelijke naam van dit geslacht is voor het eerst geldig gepubliceerd in 1971 door Sugonjaev.

## Soorten
Het geslacht Mongolocampe omvat de volgende soorten:
- Mongolocampe bouceki Sugonjaev, 1971
- Mongolocampe kozlovi Sugonjaev, 1971
- Mongolocampe trjapitzini Sugonjaev, 1971
- Mongolocampe zhaoningi Yang, 1990